# Clytie obsoleta
Clytie obsoleta är en fjärilsart som beskrevs av W. Warren 1913. Clytie obsoleta ingår i släktet Clytie och familjen nattflyn. Inga underarter finns listade i Catalogue of Life.